# Ivano Bordon
Ivano Bordon (Veneza, 13 de abril de 1951) é um ex-futebolista profissional italiano que atuava como goleiro.

## Carreira

### Clubes
Bordon, foi descoberto por Elio Borsetto (que foi um colega de equipe do pai de Bordon em Veneza) durante sua passagem na Juventina Marghera, clube no qual ele deu seus primeiros passos. 
Em 1969, por cem mil liras, ele se transferiu para a Inter de Milão, desembarcando na primeira equipe no ano seguinte. Ele fez sua estréia no Campeonato Italiano em 8 de novembro do mesmo ano (Milan-Inter 3-0), permanecendo no Nerazzurri até 1983, em um total de 382 jogos. Uma das suas primeiras competições com o Nerazzurri entrou para a história: foi o regresso as quartas-de-final da Liga dos Campeões de 1971-1972 contra o Borussia Mönchengladbach. O jogo terminou 0-0 após a Inter de Milão ter vencido o primeiro jogo por 4-2. 
Com a Inter de Milão, Bordon venceu duas Serie A (1970-1971, 1979-1980), duas Coppa Italia (1977-1978, 1981-1982). Durante a temporada 1979-80, Bordon ficou 686 minutos consecutivos (entre os dias 4 e 11) sem sofrer gols, no momento era um recorde na história de Nerazzurri. 
Depois de jogar na Inter de Milão, ele jogou três temporadas no Sampdoria, de 1983 a 1986, clube no qual ele ganhou mais uma Coppa Italia (1984-1985). 
No final de sua carreira ele ainda jogou no Sanremese por uma temporada e no Brescia por duas temporadas. Ele se aposentou do futebol profissional em 1989.

### Seleção
Ele fez sua estréia na Seleção Italiana de Futebol em 1978, sob o comando de CT Bearzot .
Ele foi chamado como terceiro goleiro para a Copa do Mundo de 1978, atrás de Dino Zoff e Paolo Conti.. Ele também participou como reserva de Zoff no campeonato europeu de 1980 e na Copa do Mundo de 1982 (Em que a Itália ganhou).
Ele jogou seu último jogo na seleção foi em 1985, Bordon terminou sua história jogando 22 vezes e sofrendo 20 gols.

## Recursos técnicos
Bordon era um goleiro frio e confiável, com uma excelente sensação de posição; seus reflexos notáveis lhe renderam o apelido de Pallottola, dado por Sandro Mazzola. Seu estilo de jogo baseou-se em Lido Vieri, seu antecessor na Inter de Milão: sobre isso, Bordon disse que "se hoje eu vejo imagens de jogos da Inter desses anos, dificilmente posso saber se sou eu ou Lido, meu estilo era muito parecido com o dele." 

## Treinador de Goleiros
De 2004 a 2006, Bordon estava na equipe técnica da seleção italiana como treinador de goleiros. Ele desempenhou o mesmo papel na Juventus e na Inter de Milão quando esses times foram treinados por Marcello Lippi.
Em 11 de dezembro de 2006, como reconhecimento pelo papel desempenhado como treinador de goleiros da seleção italiana que venceu a Copa do Mundo de 2006 na Alemanha, ele recebeu o prêmio Panchina d'Oro da FIGC. 

## Títulos

### Clube
Inter de Milão
- Serie A: 1970–71, 1979–80
- Coppa Italia: 1977–78, 1981–82

Sampdoria
- Coppa Italia: 1984–85

### Internacional
Italy
- Copa do Mundo FIFA de 1982